# European Professional Basketball League
 (avril 2025).
L'European Professional Basketball League (EPBL) est une ligue professionnelle de basket-ball fondée en Europe en 1975 par des investisseurs américains. Elle rassemble cinq équipes de Belgique, Israël, Espagne, Suisse et RFA. Accueillie avec hostilité par la FIBA, elle ne peut équilibre son activité économique et s'éteint au bout d'une seule saison, remportée par les Israël Sabras,.

## Palmarès
- 1975 : Israël Sabras

## Joueurs et entraîneurs notables
- Del Harris Iberia Superstars (coach)
- Willy Steveniers Belgium Lions
- Herb Brown Israel Sabras (coach)
- M.L. Carr Israel Sabras
- Lon Kruger Israel Sabras